# Anil Mehta
Anil Mehta (Mumbai, ...) è un direttore della fotografia, regista e sceneggiatore indiano, attivo nell'industria del cinema di Bollywood.

## Biografia
Ha studiato cinematografia presso il Film and Television Institute of India, di Pune.
Fra i suoi film più celebri si possono citare Khamoshi: The Musical (1996), Lagaan - C'era una volta in India (2001), Saathiya (2002) e Veer-Zaara (2004).
Il suo primo film importante è stato Aaja Nachle, prodotto dalla Yash Raj Films. Distribuito il 9 novembre 2007 il film vedeva protagonisti Madhuri Dixit (nel suo ritorno al cinema), Konkona Sen Sharma, Akshaye Khanna e Kunal Kapoor.
Ha vinto il National Film Award per la migliore fotografia per il suo lavoro in Hum Dil De Chuke Sanam (1999).

## Filmografia

### Direttore della fotografia
- Fearless: The Hunterwali Story, regia di Riyad Vinci Wadia - documentario (1994)
- The Cloud Door, regia di Mani Kaul - cortometraggio (1994)
- Khamoshi: The Musical, regia di Sanjay Leela Bhansali (1996)
- Hum Dil De Chuke Sanam, regia di Sanjay Leela Bhansali (1999)
- Lagaan - C'era una volta in India (Lagaan), regia di Ashutosh Gowariker (2001)
- Saathiya, regia di Shaad Ali (2002)
- Kal Ho Naa Ho, regia di Nikhil Advani (2003)
- Veer-Zaara, regia di Yash Chopra (2004)
- Non dire mai addio (Kabhi Alvida Naa Kehna), regia di Karan Johar (2006)
- Marigold, regia di Willard Carroll (2007)
- Wake Up Sid, regia di Ayan Mukerji (2009)
- Rockstar, regia di Imtiaz Ali (2011)
- Cocktail, regia di Homi Adajania (2012)
- Jab Tak Hai Jaan, regia di Yash Chopra (2012)
- Highway, regia di Imtiaz Ali (2014)
- Finding Fanny, regia di Homi Adajania (2014)
- Badlapur, regia di Sriram Raghavan (2015)
- Shaandaar, regia di Vikas Bahl (2015)
- Ae Dil Hai Mushkil, regia di Karan Johar (2016)
- Beyond the Clouds, regia di Majid Majidi (2017)
- Secret Superstar, regia di Advait Chandan (2017)
- Sui Dhaaga: Made in India, regia di Sharat Katariya (2018)
- Angrezi Medium, regia di Homi Adajania (2020)
- Sandeep Aur Pinky Faraar, regia di Dibakar Banerjee (2021)
- Jersey, regia di Gowtam Tinnanuri (2022)
- Darlings, regia di Jasmeet K Reen (2022)
- Lakme 9 to 5, regia di Thomas Kelly - cortometraggio (2023)
- Thank You for Coming, regia di Karan Boolani (2023)

### Direttore della fotografia e sceneggiatore
- Agni Varsha, regia di Arjun Sajnani (2002)

### Regista
- Aaja Nachle (2007)